# Isoetes japonica
Isoetes japonica är en kärlväxtart som beskrevs av Addison Brown. Isoetes japonica ingår i släktet braxengräs, och familjen Isoetaceae. Inga underarter finns listade i Catalogue of Life.